# 浜離宮恩賜庭園
浜離宮恩賜庭園（はまりきゅう おんしていえん）は、東京都中央区浜離宮庭園にある潮入の池と二つの鴨場をもつ都立庭園である。旧浜離宮庭園（きゅう はまりきゅう ていえん）として特別史跡・特別名勝に指定されている。

## 概要
東京湾から海水を取り入れ潮の干満で景色の変化を楽しむ、潮入りの回遊式築山泉水庭  。
園内には鴨場、潮入の池、茶屋、花畑やボタン園などがある。2000年代前半に西側の旧汐留貨物ターミナルが再開発されて汐留高層ビル群が林立し、庭園とコントラストを成している。
江戸時代に甲府藩下屋敷の庭園として造成され、その後徳川将軍家の離れ御殿（御浜御殿）や、宮内省管理の離宮（浜離宮）を経て、東京都に下賜され都立公園として開放された。近年、かつて園内にあった複数の建築物の再建が進められており、4棟のお茶屋などが復元されている。

## 歴史
かつての浜離宮
天正18年（1590年）、徳川家康が関東の領主として、江戸入城の頃は城の東方の平地は至る所は芦原で、武士の屋敷や町人の家として割り付ける土地は10町にも満たなかった。また、城の西南の台地は一面の葦で武蔵野に繋がっており、低地には沼や池が多く存在したため、城下の発展には埋立が必要な状態だった。この頃の海岸線は、現在の田町駅から日比谷周辺のくびれた入江を通り新橋駅に至るものだった。慶長8年（1603年）、家康が征夷大将軍となって江戸に幕府が開かれ、江戸の町の発展に備えるため埋立が始まった。家康、秀忠、家光の三代にわたり埋立てが行われ、東京奠都までの歴史は埋立の歴史だった。神田山（現・駿河台南部）を切り崩し、その土で江戸城の東方と南方の海洲(半島、砂嘴)を、諸大名に石高一千当たり人夫一名を動員して埋め立てた（天下普請）。現浜離宮一帯は当時「芝」と呼ばれ、江戸城周辺に下町が整えられた後、この周辺の埋めてが行われた。最も早かったのが東海道で、それに沿って町屋ができ、海に接していた。その結果、浜町、八丁堀、日本橋、京橋、銀座の町が誕生し、日本橋川を中心とする江戸内港が整えられ、日本橋や京橋が架けられた。
埋立てて邸地に
寛永年間（1624 - 1644年）に描かれた『豊嶋郡江戸庄図』には、海が後退して葦の群生が広がり、その隙間にのみ水面が見られ、すでに陸地化しつつあった様子が描かれている。当時この辺りは将軍家の鷹狩の場所で、参勤交代の大大名を家康や秀忠が招いていたところである。明暦3年（1657年）の『新添江戸図』では、御鷹場は無くなり、町家と海の間に伊達家と保科家下屋敷（藩邸）が登場した。下屋敷と海の間には、埋立中と見られる土地が張り出しており、四代将軍家綱が幕府方針に沿って、海に向かって拡張していたようである。江戸城周辺は商業地として造られ、海岸線は海岸防備のための軍事的な考慮から、新藩や有力大名の邸地を海岸に面して与えた。明暦の大火（1657年）によって、江戸の都市計画を新たに策定する際も、この海岸防備の方針は変わらなかった。
徳川綱重に賜邸
賜邸の時期には諸説があるが、通説では『御府内備考』の承応3年（1654年）8月が妥当とされている。また、『厳有院実紀』には「海涯水上15,000坪を給わり別墅の地とせらる」と記録されている。これらから、三代将軍徳川家光の三男綱重が与えられた土地は、陸地ではなく海を埋立てた土地が与えられたことがわかる。慶安4年（1651年）綱重8歳の時に所領15万石を与えられ、寛文元年（1661年）甲斐国10万石を加増され25万石の大名となり「甲府殿」あるいは「甲府宰相殿」と称された。現日比谷公園に上屋敷があったため、賜邸された埋立て邸地は「甲府殿浜屋敷」あるいは「海手屋敷」と呼ばれていた。明暦2年（1658年）の『江戸図鑑綱目』によると、甲府中納言の邸地の南側に埋立てた空地があり、海に向かって広がっていることが分かる。綱重の邸地は寛文4年（1664年）2万9535坪を増給され4万4555坪の広さになった。その後も敷地は拡げられ、延宝年間（1673 - 1681年）に現在の地形と面積となった。
徳川綱豊の浜屋敷
寛文9年（1669年）11月29日の『甲府日記』に、「浜殿御作事奉行仕候付御ほうび被下覚、銀五枚友町武兵衛、同三枚玄斎、是ハ御築山泉水同所にて奉行仕付被下也」と記録されている。この記録から友町と玄斎の二人が作庭の工事責任者であり、庭がこの頃に造られたこと、屋敷はその以前に既に出来ていたことを表している。玄斎は庭造りの名人で、現在は無いが幕末頃まで存在した汐入の大泉水の南端に「玄斎島」という島があり、干満で島が没したり現われたりする工夫がなされていた。整えられた庭は、綱重が甲府宰相となり、その没後は子の綱豊（後の家宣）が継ぎ、宝永元年（1704年）まで43年間にわたって浜屋敷として続いた
。
徳川将軍家浜御殿
5代将軍綱吉には男子がいなかったので、綱吉は宝永元年（1704年）12月5日、甲府宰相の綱豊を将軍の世子にと江戸城に迎えた。綱豊は家宣と名を改め、父綱重が果たせなかった将軍への道を約束された。甲府浜屋敷は「西之丸御用屋敷」と呼ばれ、その後御浜御殿（おまはごてん）と呼ばれるようになった。これより160年間、幕末まで徳川将軍家の庭として歴史を刻むことになる。
綱吉は将軍家の別邸の庭として満足できなかったのか、宝永4年（1707年）浜御殿の大改造を行い、中島の茶屋、海手茶屋、清水の茶屋、観音堂、庚申堂、大手門橋などが造られた。御浜御殿は一新し、浜御殿預りを置き（後に御浜御殿奉行に改称）、宝永5年（1708年）6月15日、奉行に本居伊兵衛が任命された。奉行には役宅が与えられ、現在の新銭座鴨場の北にある広場北側に設けられていた。
徳川家宣の時代
家宣は宝永6年（1709年）に6代将軍となった。在職は僅か4年間だったが、江戸城内吹上の庭を修治し、御浜御殿の庭にも手を加えた。同年9月5日、家宣のお成りを祝い観覧式が行われた、飾り立てた船を浜御殿に繋留し、家宣の命令で舟は一斉に漕ぎ出した。公家たちは中島の茶屋に集まり、大泉水を眺めながら和歌を詠み、大泉水に船を浮かべて船上で演奏をした。
家宣は正徳2年（1712年）10月14日、50歳で没したため、年齢わずか5歳の子、家継が翌3年4月に将軍となったが、その3年後に8歳で没した。正徳6年（1716年）元旦、大名小路からの火災で木挽町まで延焼したが、御浜御殿は大名火消が駆け付け消し止めた。同年4月に吉宗が紀州徳川家から将軍として江戸城に入った。。
徳川吉宗の時代
8代徳川吉宗を待っていたのは享保元年（1716年）9月9日 - 同6年（1721年）の「享保の改革」、幕府財政の建て直しだった。御浜御殿も影響を受け、勤務していた者の大人員整理が行われるなど、大幅な改革が実行された。浜御殿の経営は実用性を重視したものに変わり、享保9年（1724年）の大火で浜御殿が類焼したときも復興はほどほどに、泉水の水質悪化を防止する工事を行っている。茶屋を建てない代わり、織殿、製糖所、製塩所、鍛冶小屋、火術場、大砲場、薬草園などを設営した。享保12年（1727年）、吉宗は砂糖黍の種を薩摩藩から取り寄せて蒔き、失敗を重ねながら享保14年（1729年）に黒砂糖の精製に成功した。薬園には各地で採集したり、清から輸入した400種の薬草が栽培され、鍛冶小屋で新刀を鍛えたり、火術場で狼煙を考案したりした。
来日したオランダ人のゲーゼルを浜御殿に招き、馬場で西洋騎馬術を上覧している。享保14年（1729年）5月25日、前年長崎に到来した象が御浜御殿に入る。27日に桜田門から江戸城に入り、大広間車寄せで吉宗に会った。9代徳川家重の時代は御浜御殿は、庭の清掃が日課程度で、たまに泉水の浚渫を行うことだった。10代将軍徳川家治は在職26年で浜御殿を訪れたのが25回と極めて少なく、唯一の出来事に新銭座の鴨場が造られたことである。
徳川家斉の時代
天明7年（1787年）〜天保8年（1837年）の11代徳川家斉の50年間は、御浜御殿が最も整備された時代であり、最も催し事があった時代であった。家斉によって燕の茶屋、松の茶屋、藁葺の茶屋、御亭山腰掛、松原の腰掛、五番堀腰掛、浜の藁屋、新銭座東屋などが造られた。寛政2年（1790年）頃〜寛政11年（1799年）頃、庭の修治が頻繁に行われた。同3年（1791年）庚申堂鴨場と泉水を埋立て土手を造り、同8年（1796年）御伝橋上に藤棚を造り、同10年（1798年）観音堂、庚申堂の修理などである。家斉の在職20年間に、御浜御殿に90回以上も訪れている、大田南畝の『半日閑話』によれば、寛政7年（1795年）家斉は、田安門から徒歩で六番町、市ヶ谷見付門、佐内坂八幡、四谷堀端、紀州家表門から浜御殿に入った記録がある。家斉により園景が整えられた寛政12年（1800年）頃から、家斉の訪れる回数は益々増加したが、最も集中したのが鴨場での放鷹だった。
鴨場
池には鴨が休む小島を造り、池の周囲を土手で囲み、長さ30メート程の引堀を幾つか造る、引堀の端に小覗（木戸）と餌蒔きの穴を開け、引堀両側に人が隠れる土塁を造る。文化2年（1805年）9月25日に鴨猟が行われ、家斉は午前6時頃江戸城を出て浜御殿に、引堀脇に待機した。家鴨に誘われた鴨が引堀に十分に入ったことを確認してから、引堀入口に沈めてあった網を引き起こすと、鴨は驚いて逃げようとするが池に戻れない。家斉の拳から放たれた小さな鈴を付けた鷹が鴨に襲い掛かり落とす、鷹匠が鴨を押さえ、鷹に鴨の心臓を褒美として与える。この日は獲物が多かった、御拳（将軍の獲物）と脇（お供の獲物）は下記のようである。
御拳 - 真鴨11羽、小鴨2羽、尾長鴨3羽、大鷺1羽、小鷺1羽
脇 - 岡村備後守 真鴨1羽、中野播磨守 真鴨2羽、尾長鴨2羽
射留 - 真鴨1羽 御小姓組、水野石見守組、鈴木鉄蔵、雑鴨1羽 御書院番、津田山城守組、落合式部
幕末の浜御殿
第12代家慶に時代は、国の内外の情勢から軍事的な状況に変わっていき、庭園も最小限の手入れに終始した。嘉永6年（1853年）6月3日、米国提督のマシュー・ペリーが艦隊を率い浦賀に入港（黒船来航）し、江戸は大混乱に陥った。幕府は各藩に出兵を命じ沿岸の警備に当たらせ、浜御殿は高松藩と鉄砲方で固め、同年6月12日ペリーは退去した。家慶が没し、第13代家定が将軍となり、嘉永7年（1854年）校武所（後の講武所）が越中島に設けられ、神奈川条約が結ばれた。安政3年（1856年）10月、アメリカ初代領事ハリスが下田に上陸し、益々政情が緊迫状態になった。安政5年（1859年）家茂が第14代将軍となり、文久元年（1860年）浜御殿の東南隅に砲台屯所が設けられた。家茂の在職9年の間、攘夷と開国、財政悪化など休息の場は無かった、慶応2年（1866年）9月6日、家茂の棺を乗せた船が浜御殿のお上がり場から上陸した。
慶応2年（1866年）御浜御殿は海軍所となり、御殿奉行を廃止し海軍奉行となり、翌3年（1867年）11月17日、御浜御殿の名称が取止めとなった。慶応2年12月5日、慶喜は京都で将軍宣下を受け、慶応3年10月14日大政奉還により一度も江戸戻ることなく将軍職を辞してしまった。
明治の浜離宮
慶応4年（1868年）4月11日、江戸城は無血開城し、同年7月17日に江戸が東京に名前を変え、8月27日に明治天皇が即位式を挙げ、一世一元の詔で9月8日に年号を明治に改元した。桑茶政策により庭園が桑畑や茶畑に変わり、明治元年（1868年）11月17日に浜殿も東京府の管理となり軍事的利用から貴賓接待場と変わっていった。東京府が引き継いだ建物は大手門と見張番所の他、中島の茶屋、海手茶屋、燕の茶屋、松の茶屋、観音堂、庚申堂、馬見所、海軍所建物、大番所、表役所、外仮番所、大蔵（4棟）、稲荷社（2棟）、納屋（2棟）、船見番所、仮稽古場、小使部屋の計25カ所である。
明治元年（1868年）12月、米国領事から庭を見たいと、他の外国からも同様の問い合わせが来た。政府は旧幕府から引き継いだ米、英、露、仏、オランダ、ベルギー、イタリア、デンマークと仮条約を結び、北ドイツ連邦、オーストラリアとも条約交渉中で、外交官との折衝の場所にと浜殿を決めていた。明治2年（1869年）6月、英国第二王子のデューク・オブ・エジンバラが来朝に合わせ、中島の茶屋、燕の茶屋、鷹の茶屋、汐見の茶屋、お伝い橋、馬見所、水門、お上り場、外構などの改造が行われた。また処分する施設、奥向休憩所、膳所、観音堂、庚申堂、漬家、元船蔵、仮建物、稲荷社などが入札にかけられた。
同年5月10日、外国貴賓用の施設（迎賓館）として突貫工事で進められていた「延遼館」が完成、日本で最初の西欧式の石造建築で、殆どの構造は木造で、壁を凝灰岩を積んで屋根は瓦葺であった。
浜殿から浜離宮へ
明治維新まもないこの時期は、敷地が二分されており、延遼館のある外務省所管の敷地と庭の海軍省用地だったが、明治4年（1871年）10月23日、庭が宮内省の管理となり「浜離宮」と称されることになった。明治7年（1874年）1月28日、延遼館を外務省所管とし、敷地21,765坪を宮内省所管とした。明治10年（1877年）に外務省本庁舎が焼失したため、霞ヶ関に再建されるまで仮庁舎を延遼館に移した。明治17年（1884年）4月11日、浜離宮の敷地と建物の全てを宮内省に移管した。
外国貴賓の来朝
明治10年（1877年）以降、外国貴賓の来朝が増加し、延遼館が大いに役立てられた。主な来朝者は下記の様である。
明治12年（1879年）5月 - ドイツ皇族ハインリッヒ
同年7、8月 - アメリカ前大統領グラント。
同年11月 - イタリア皇族ジュク・ド・ゼーン
明治14年（1881年）3月 - ハワイ皇帝
同年10月 - 英国皇孫
明治17年（1884年）8月 - スエーデン皇子オスカル
明治20年（1887年）3月 - 独国フレデリック・レオポルド
同年6月 - 露国アレキサンドル・ミハイロウィッチ
明治21年（1888年）7月 - オーストリー国レオポルド・フェルジナント親王
特に前米国大統領（第18代）で軍人だったユリシーズ・グラントは、世界周遊旅行の帰途で来日し、明治12年（1879年）6月に軍艦リッチモンド号で長崎に入港、7月3日横浜に上陸し、特別列車で新橋駅に着いた。当時は汐留貨物駅構内で、岩倉具視、伊藤博文、西郷従道、井上馨が随行し、儀仗兵を従えてグラントの馬車は延遼館に到着したのである。7月4日、グラントは赤坂仮皇居の明治天皇を訪問、その返礼として8月10日明治天皇は浜離宮に行幸し、中島の茶屋で2時間グラントと意見を交わした。この会見は後年絵画となった。8月10日の夜会では、伏見宮、有栖川宮、北白川宮から貴賓、文官、武官など800人が参会、以降、浜離宮は皇室の離宮として園遊会が行われる所となった、グラントは約2ヶ月半延遼館に宿泊した上、シティ・オブ・トウケイ号で帰国した。明治16年（1883年）今まで吹上御苑で催されてきた観桜会が開かれた、大正5年（1916年）まで続けられ、大正6年（1917年）からは新宿御苑に移った。
浜離宮の危機
大正12年（1923年）9月1日昼に発生した関東大震災で、浜離宮も大きく揺すぶられ、庭の各所から火災が発生し、大手門の渡り櫓、大手門橋、汐見茶屋が焼失、大泉水の縁石積みが崩れた。翌13年から復旧工事が始まり、旧大手門橋に変え現在の南川橋を架けた。幸い園景の中心となる中島の茶屋始め多くの亭宇が災害から免れ得た。
震災復興途上の大正13年（1924年）3月頃、突然「浜離宮と芝離宮が鉄道施設や魚市場」になるとの噂が持ち上がった。両庭園の歴史的、文化的な価値からとして識者の間から存続すべしとの議論が噴出し、庭園として保存すべしとの声が大勢であった。5月27日、朝日新聞の記事に「両離宮遂に払下げ、魚市場に内定」の見出し、各新聞が一斉に論陣をはった。6月8日、庭園協会代表・本多静六、宮内省次官・関屋貞三郎、内匠頭・小原駩吉が会見し、将来においても払下げの意思がないと公表した。
太平洋戦争下の昭和19年（1944年）11月29日の東京大空襲で、浜離宮にもサイレンが鳴り響き、上空をB29が編隊で通過した。園内には防空壕が造られ、高射砲が備えられたが、一帯は火の海となり、浜離宮は火に包まれ、中島の茶屋、鷹の茶屋、松の茶屋、燕の茶屋が焔を上げ、樹木も焼け焦げ、焼け残った物は殆どなかった。歴史的建物は全て焼失し、稲荷だけが残り、宮内省官舎だった現在の芳梅亭だけが生き残った。
東京都立公園での再出発
昭和20年（1945年）8月15日正午ラジオを通じ終戦が告げられ、その3ヶ月後の11月3日、浜離宮は東京都に下賜された。市民のための公園にと、大正13年（1924年）頃から払下げの議論があり、既に芝離宮が同様の議論を経て大正13年1月に下賜され、皇室財産の凍結が予想されたことなどが影響した。東京都は時期的にも資材不足ではあったが、昭和21年（1946年）4月1日に公園化に踏み切り開園された。終戦後の東京は、一面焼野原で土蔵やビルが残骸として目立ち、焼け焦げた幹だけの木が立っている、だが、浜離宮は緑が溢れるように残っている所だった。4月1日から5月末までは入園料は無料だが、そのかわり入園者は氏名を記帳した、4月は入園者は21,134名、5月は入園者10,432名であった。6月からは有料とし、普通20銭、団体では1名10銭、6月の入園者7,338名、初年度の総入園者数は79,489名だった。
昭和22年（1947年）5月16日、連合軍総司令部（GHQ）より政府に覚書が提出された、浜離宮での無期限軍事演習を同年5月19日から開始するとの内容だった。園内を演習でトラックやジープで乗り廻し、米兵が街の女性たちを連れて来る、園内はこうした女性の溜まり場となった。園内の修復も進められた、失業対策事業として園内の仕事を行い、「ニコヨンさん」「失対さん」の功績は大きかった。
園内の設備改修も始められた、昭和23年（1948年）4月10日に庭球場5面を新設、昭和24年（1949年）4月16日に集会場（竹梅亭）を改修し使用開始した。しかし、庭園の運営においては暗中模索の状態だった。この時期は、都立会館、カモ場、国際ホテル、遊園地などの案が提出されたが実らなかった。昭和25年（1950年）10月13日には大泉水で貸ボートを始めた、園景にそぐわないと翌年中止され、納涼大会、ほたる狩り、花火コンクールなど初めたが直ぐ中止となった。だが現在も続いているのが昭和28年（1953年）4月に始めた水上バスである、浜離宮の歩んできた歴史と一致するのかもしれない。
文化財に指定
昭和22年（1947年）11月20日、文部省の文化財に関する調査が浜離宮で行われ、翌昭和23年（1948年）1月15日付けで東京都から浜離宮の名勝・史跡指定の申請が文部省に提出された。
申請当初は延遼館とテニスコート場を除外したが、同年3月17日に最終的には庭園全域と浜離宮周囲の海面を含んでの申請となり、同年12月18日、史跡名勝天然記念物保存法による名勝及び史跡として指定された。昭和27年（1952年）11月22日、文化財保護委員会で海面部分が追加指定され特別名勝及び特別史跡として指定されるに至った。
指定の要件として、地割変更は厳重禁止とし、庭樹・芝生など管理を十分に、庭景の復興に努力しなければならない。
築地川、中央区京橋5丁目側 - 長さ10間、幅365間
汐留川、港区汐留駅側 - 長さ10間、幅315間
汐留川、港区海岸通1丁目側 - 長さ10間、幅255間
海面 - 長さ50間、幅50間
放射18号線計画
昭和21年（1946年）3月、放射第18号線（海岸通|海岸通り）の街路計画が決定され戦災復興院告示され、その後引き継がれ、昭和25年（1950年）3月、東京特別都市計画決定され建設省告示された。さらに引き継がれて、昭和26年（1951年）12月、首都建設委員会より告示され、京浜工業地帯、東京港、中央卸売市場、昭和通りを結ぶ幅員20m道路計画である。この放射第18号線道路が、浜離宮の敷地の北西側を貫通するという、重大な問題が発生したのである。文化財保護委員会は反対の立場で、建設省、東京都、その他との交渉が3年間に渡り行われ、計画内容も3度変更された。昭和30年（1955年）4月2日、文化財保護委員会が建設省案を認めたのは、汐留川の浜離宮側を水面のまま残し、残りの水面を埋め立てて道路にすることで決着し、計画道路は浜離宮の敷地内を通らないことになった。
昭和後期から平成、令和期
昭和47年（1972年）4月1日、庭園の無料化を実施した。美濃部都政の時代で、急激な都市化による生活環境の悪化などを考慮し、都民に出来るだけ緑を開放して体験して欲しいと考えた。だが庭園利用者の増加と、庭園収容能力の限界を超え、文化財としての庭園管理の問題点が噴出した。諮問機関の東京都公園審議会に、昭和51年（1976年）2月20日、審議会に諮問され、昭和53年（1978年）11月22日、最終答申を発表、再有料化が決まり、昭和54年（1979年）4月1日より再度有料化された。
この時期から園内の施設復元が進められ、昭和58年（1983年）に復元された「中島の御茶屋」を始め、平成22年（2010年）12月に「松の御茶屋」、平成27年（2015年）5月に「燕の御茶屋」、平成30年（2018年）4月に「鷹の御茶屋」の復元が完了。「汐見の御茶屋」（海手御茶屋）の復元も検討されている。一方、東京オリンピック2020（令和2年）に合わせて復元が予定された「延遼館」は、都知事だった舛添要一の辞任で復元が見合わされ、長期的に整備される計画となっている。

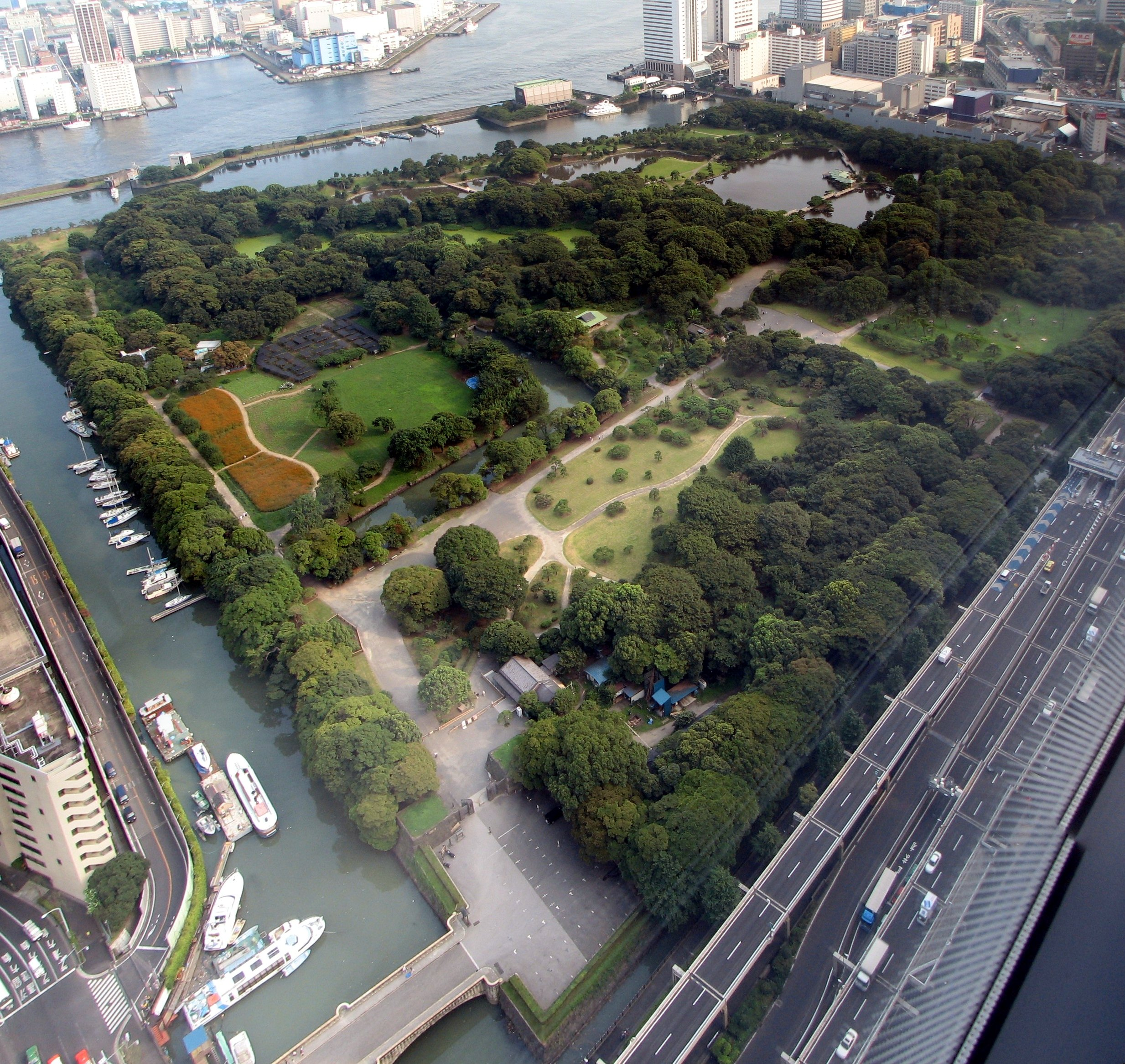
庭園全体
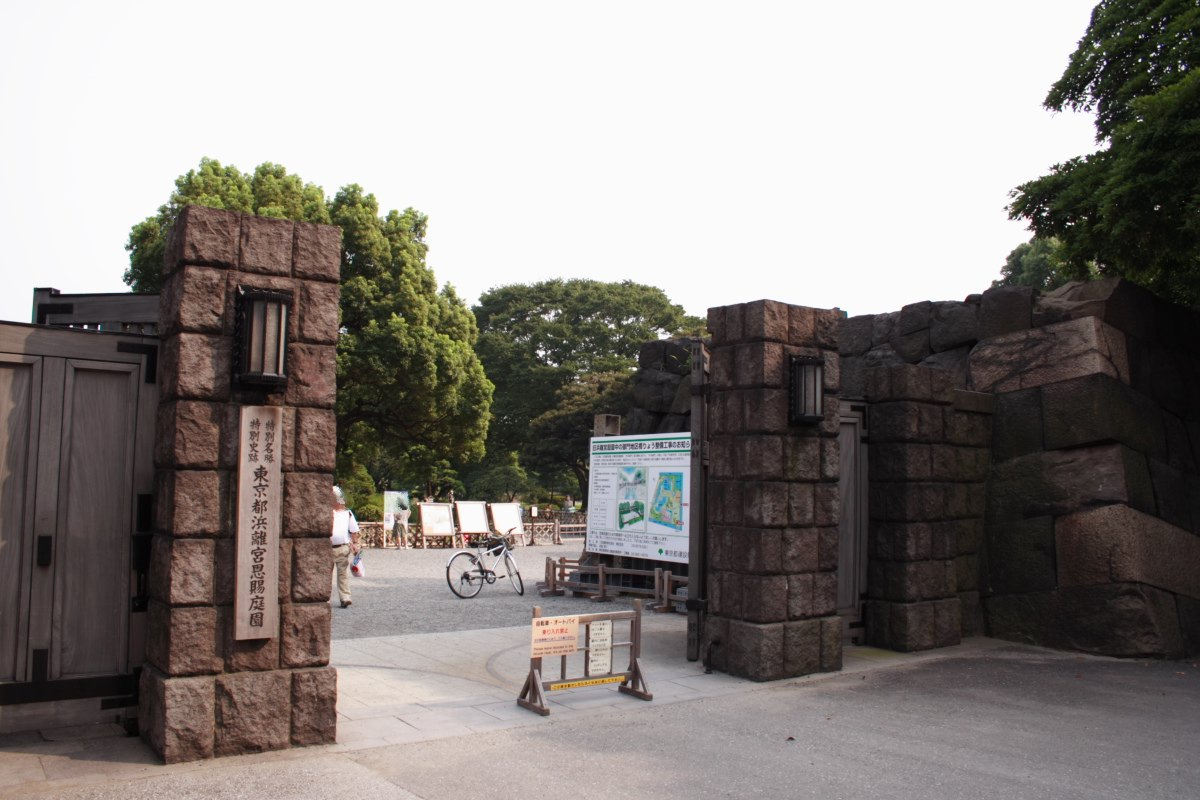
大手門
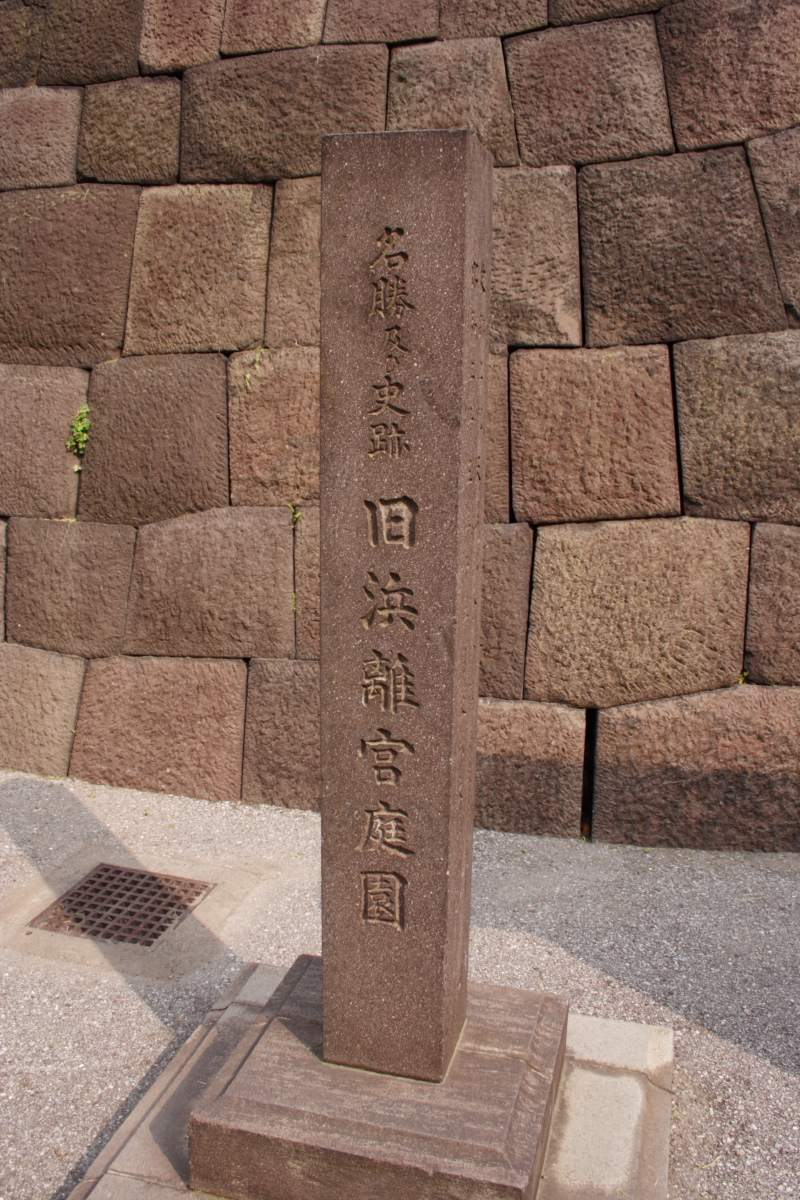
名勝および史跡 旧浜離宮庭園の石碑
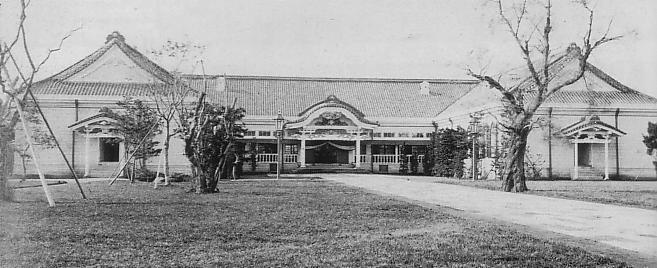
延遼館
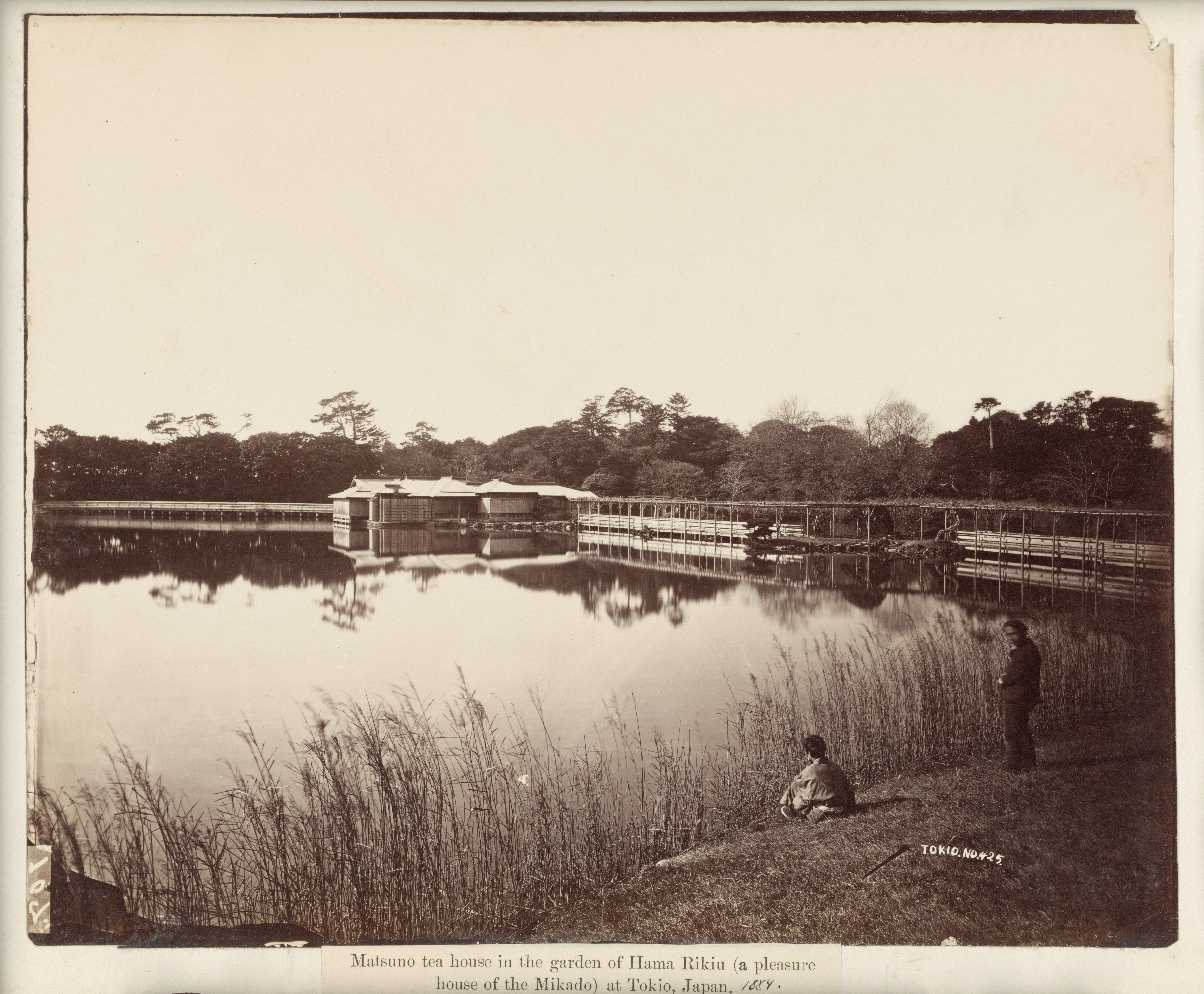
潮入の池と中島の御茶屋（1884年）
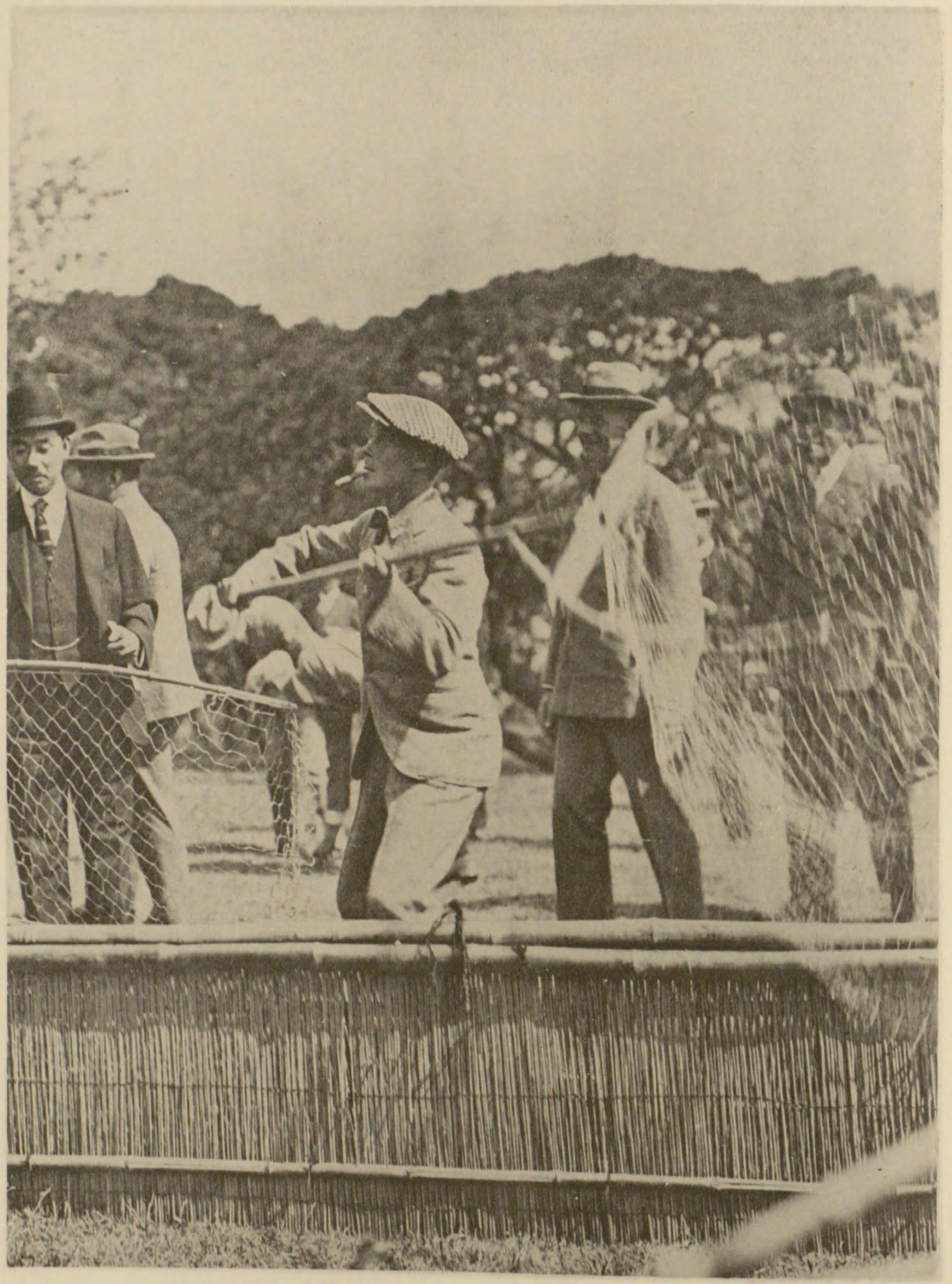
浜離宮で鴨猟を楽しむ皇太子摂政宮裕仁親王（昭和天皇）とエドワード皇太子（エドワード8世）（1922年）
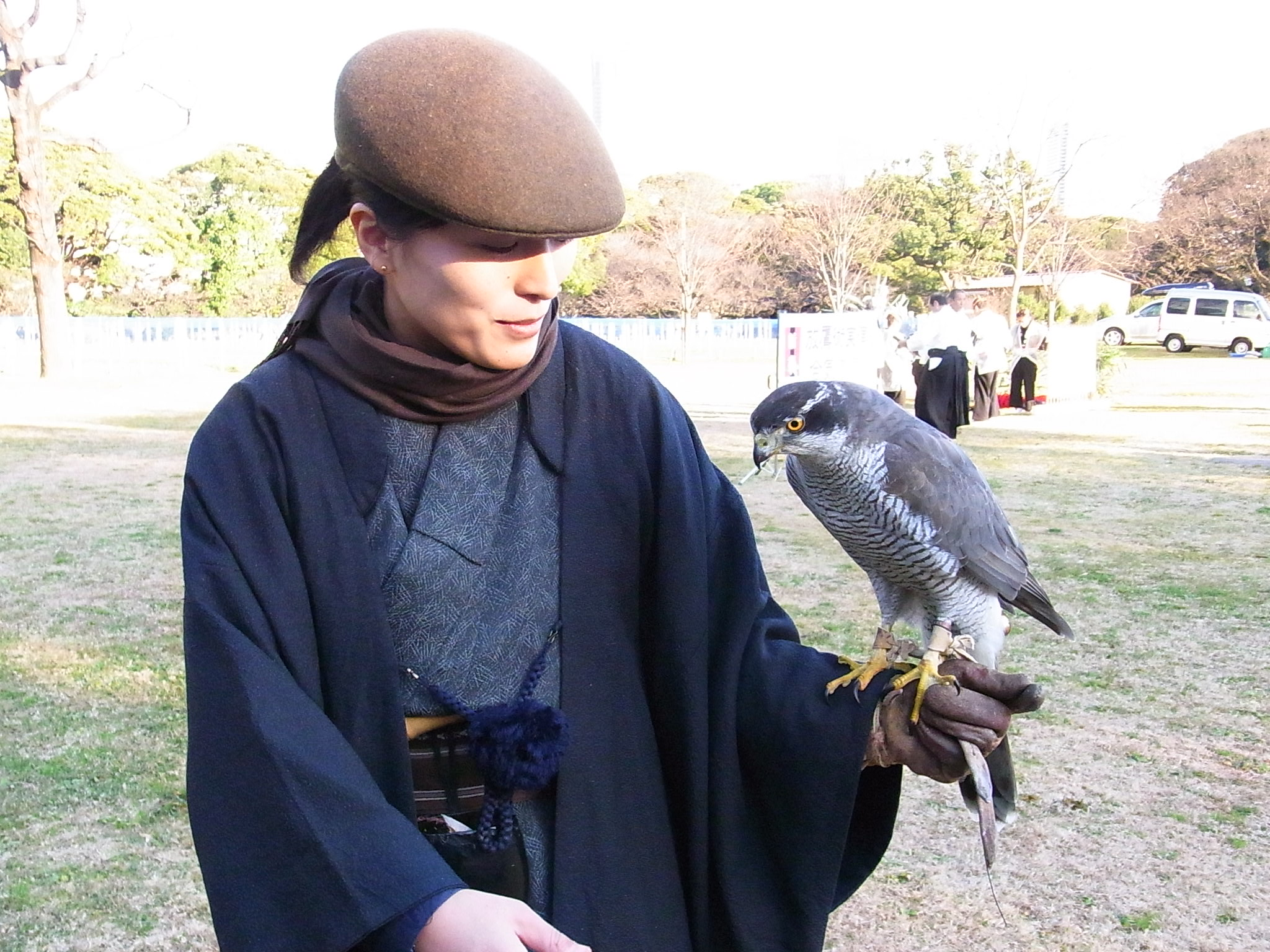
放鷹術実演（2010年1月2日撮影）

## 主な見所
- 潮入の池 - 海水を引き入れ、潮の干満（水位の上下に従って水門を開閉）による眺めの変化を楽しむことができるようになっている。都内にある江戸時代からの庭園で唯一の海水の池で、東京湾からボラ、セイゴ、ハゼ、ウナギなどの魚が入り込んで生育している。江戸時代には釣りが行われていたが、現在は禁止されている。池の岩や石にはベンケイガニ、フジツボがなどが見られる[13]。
  - 中島 - 潮入の池の中央に位置する小さい島[13]。
  - お伝い橋 - 潮入の池の岸と中島を結ぶ木造橋。1983年（昭和58年）に復元[13]。
- 中島の御茶屋 - 中島にある茶屋。1983年（昭和58年）に復元[13]。休憩所として公開。
- 松の御茶屋 - 潮入りの池の北東側にある茶屋。2010年（平成22年）に復元[13]。ガイドツアーのみ内部公開。
- 燕の御茶屋 - 潮入りの池の北側にある茶屋。2015年（平成27年）に復元[13]。ガイドツアーのみ内部公開。
- 鷹の御茶屋 - 潮入りの池の北側にある茶屋。2018年（平成30年）4月に復元[13]。内部公開[14]。
- 三百年の松 - 江戸時代、徳川家宣が改修したときに植えられたと伝わる。東京都内最大の黒松[13]。園内には他にも松、ケヤキなど様々な樹木の大木が多く残されている。
- お花畑 - 春はナノハナ、夏からに秋にかけてはコスモスが咲きほこる[13]。
- ボタン園 - 60種800株が植えられている。
- 鴨場 - 鴨猟のため作られた池。庚申堂鴨場と新銭座鴨場の2つがある。築造は、前者が1778年、後者が1791年。鴨場は池と林を3ｍほどの土手で囲い、土手には常緑樹や竹笹を植え、鴨が安心して休息できるように外部と遮断されている。鴨場ではかつて猟が行われていた。その方法は、池に幾筋かの引堀（細い堀）を設け、小のぞきから鴨の様子をうかがいながら、稗・粟などのエサとおとりのアヒルで引掘におびきよせ、機をみて土手の陰から網ですくいとるというものであった[13]。
- 芳梅亭 - 離宮時代の官舎を修復した集会場[15]。
- 可美真手命像 - 日本神話[注 3]に登場する。明治天皇の大婚25周年を記念して献納されたもので、公募により佐野昭の作品が選ばれた[16]。芳梅亭の近くにある。

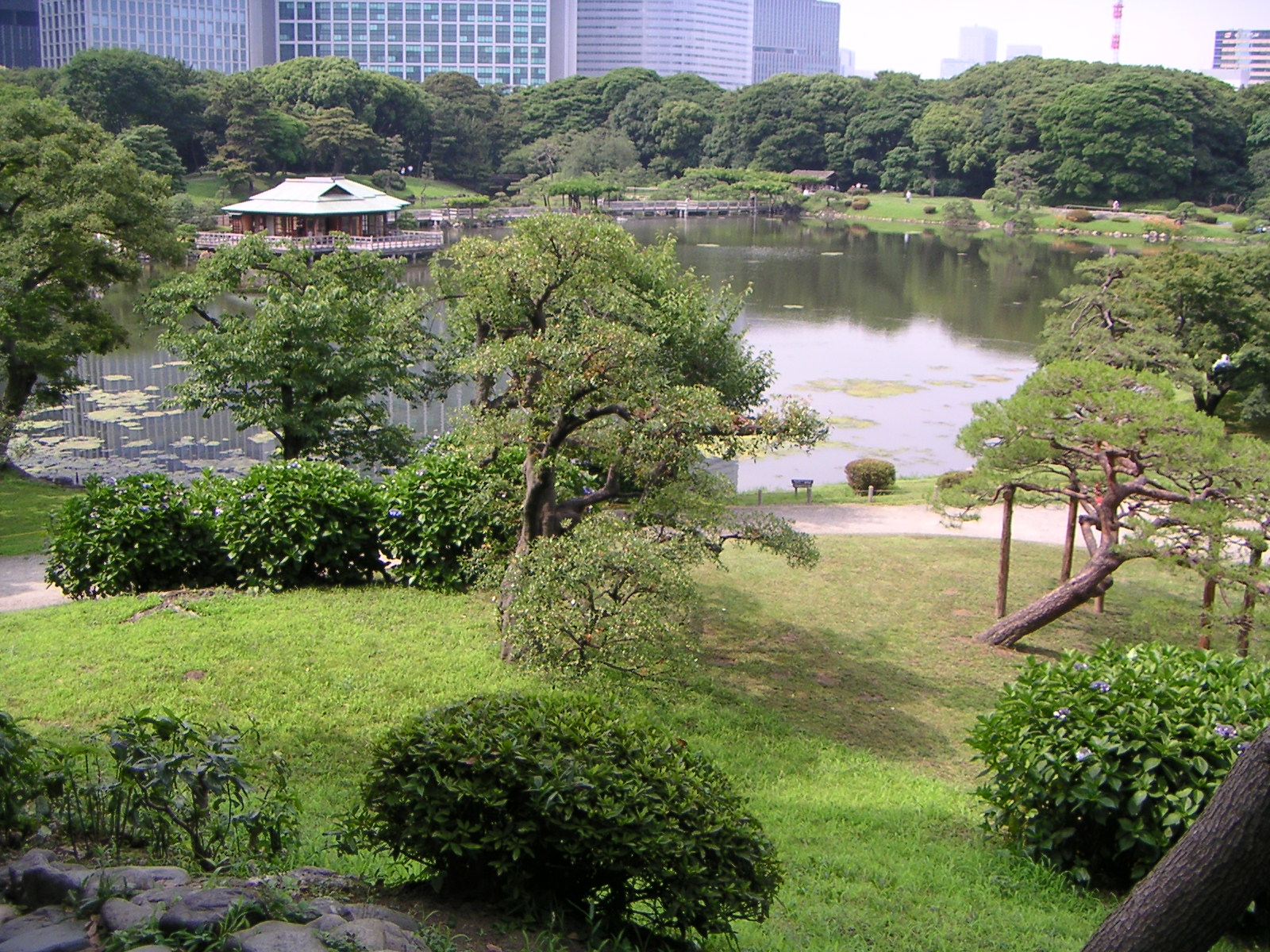
潮入の池
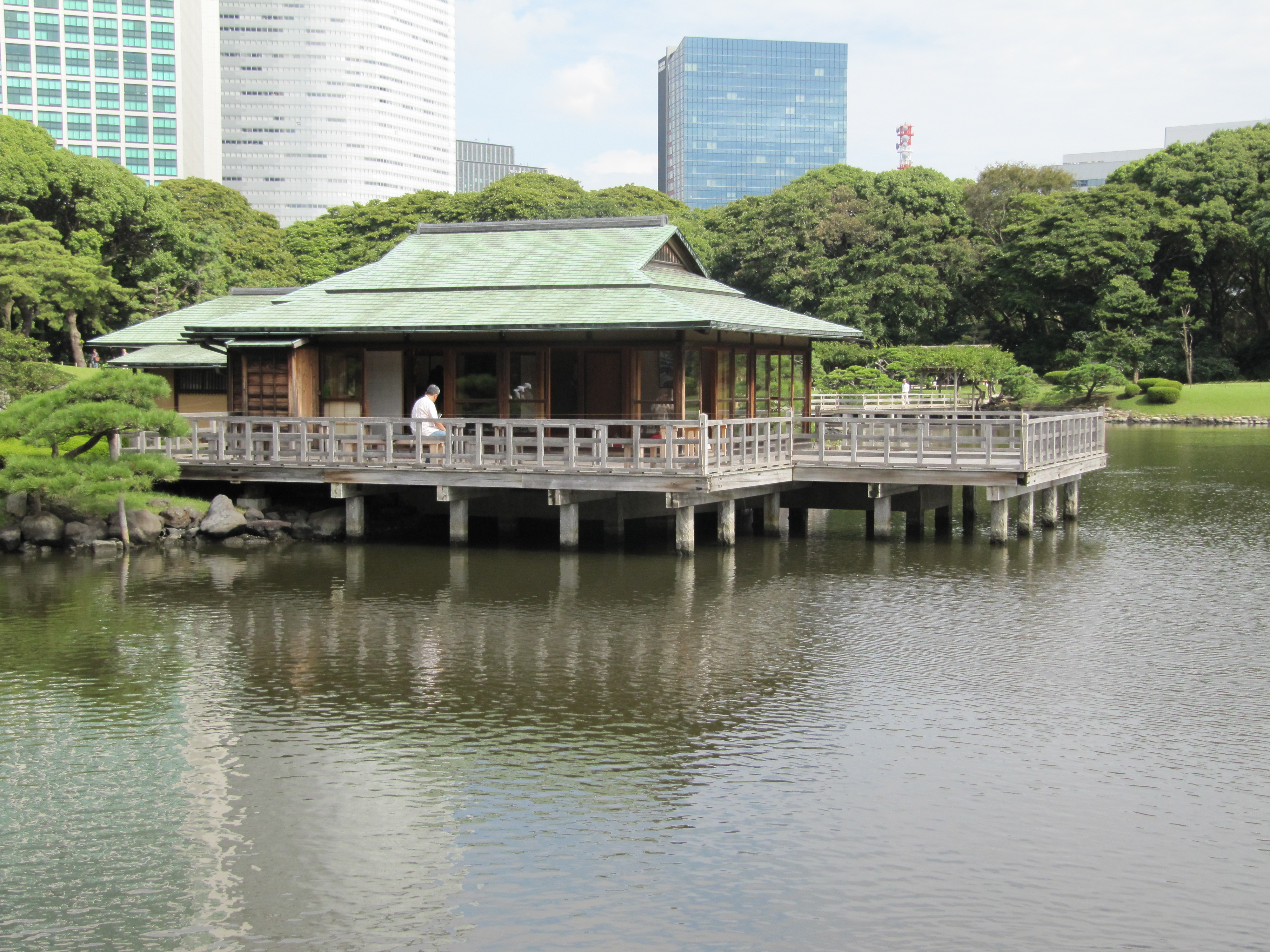
中島の御茶屋
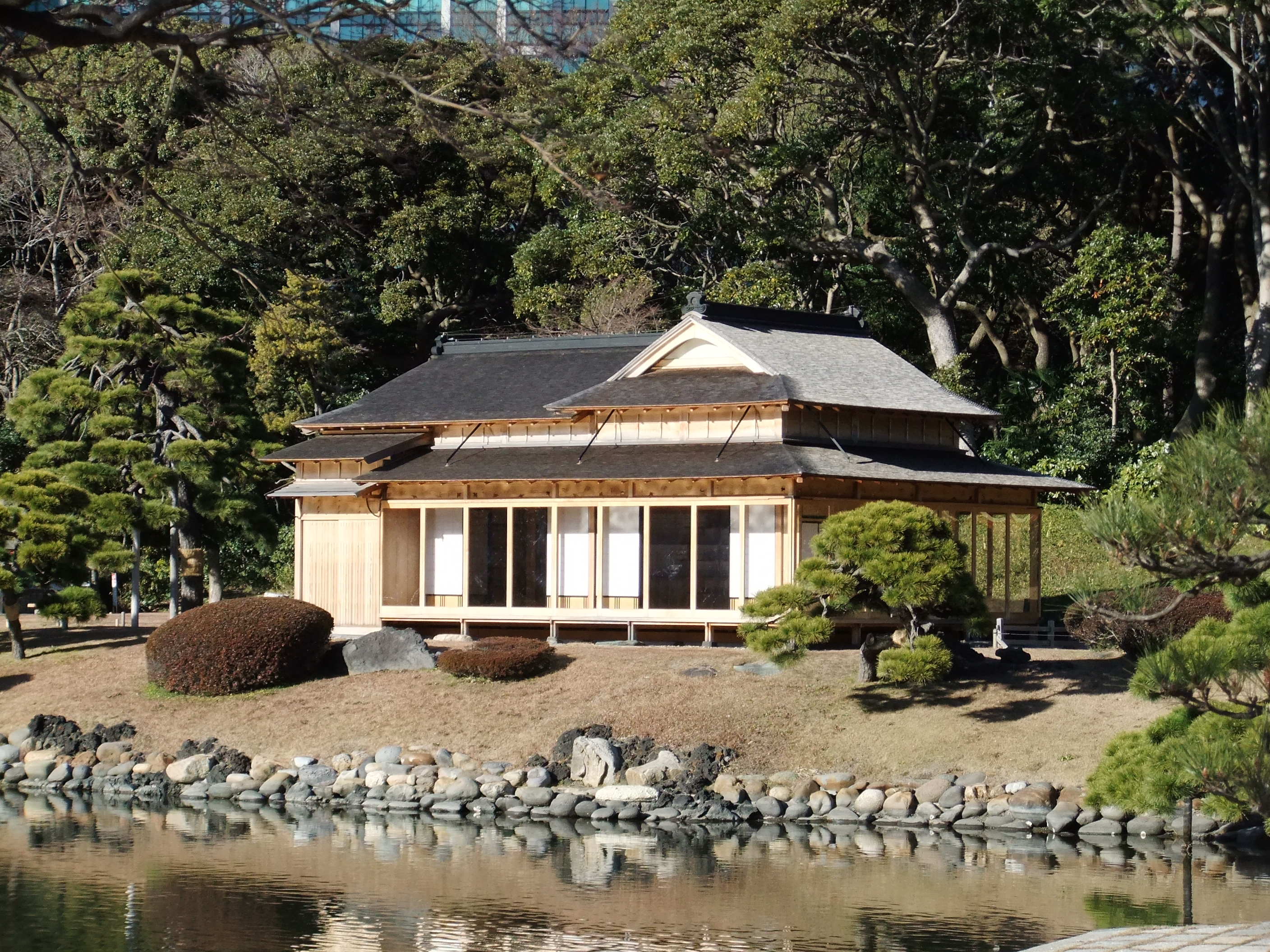
松の御茶屋
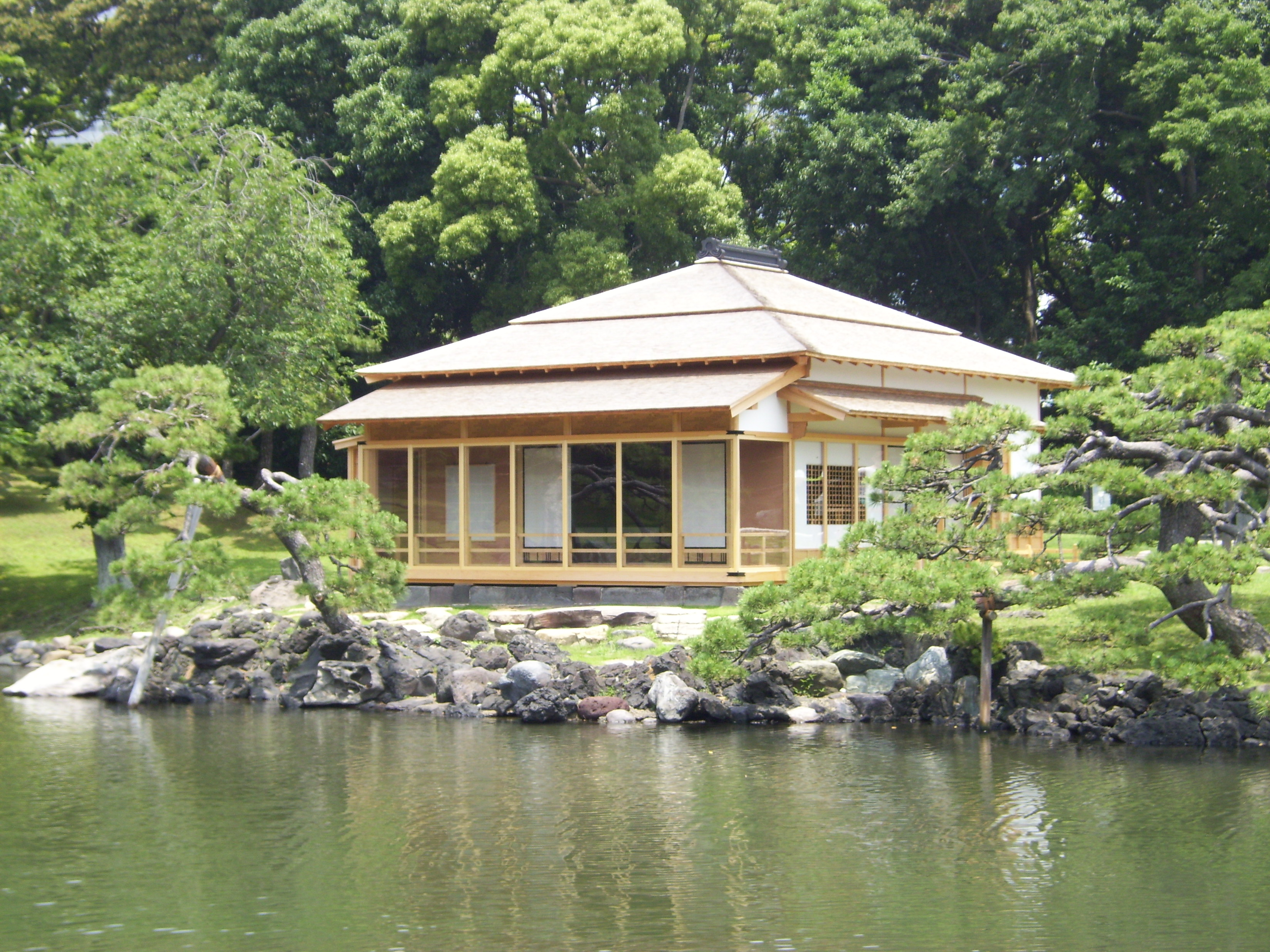
燕の御茶屋
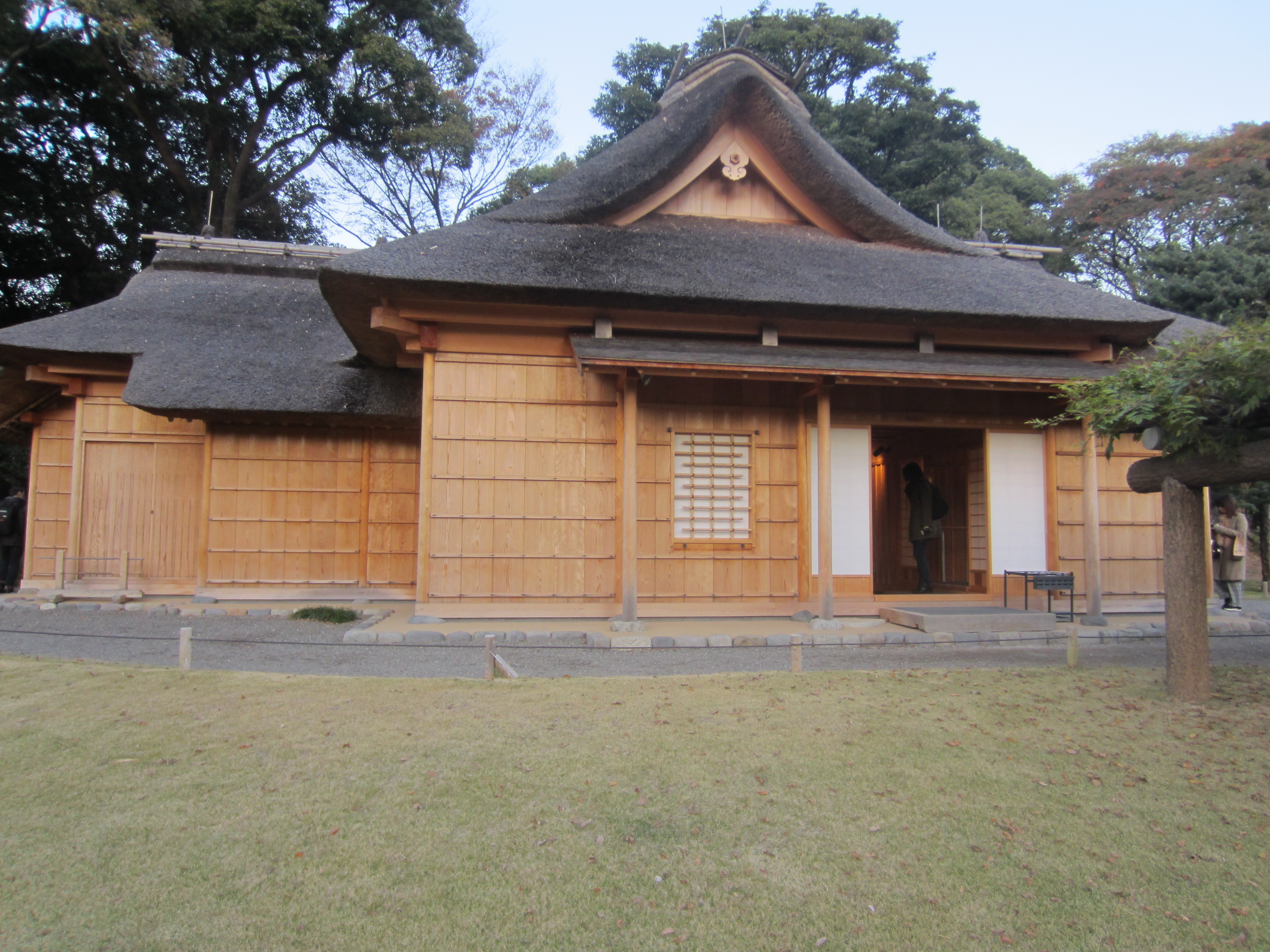
鷹の御茶屋
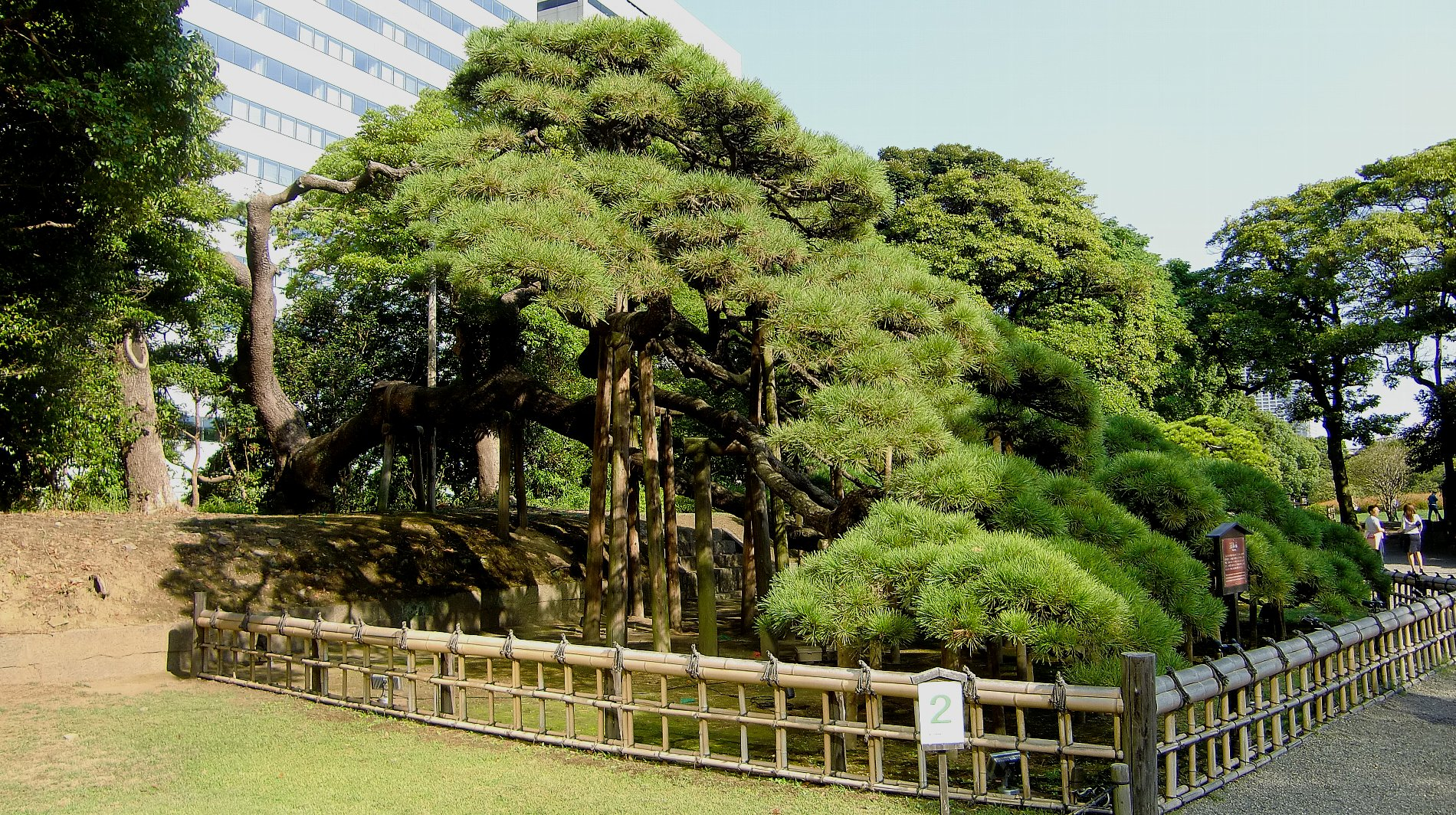
三百年の松
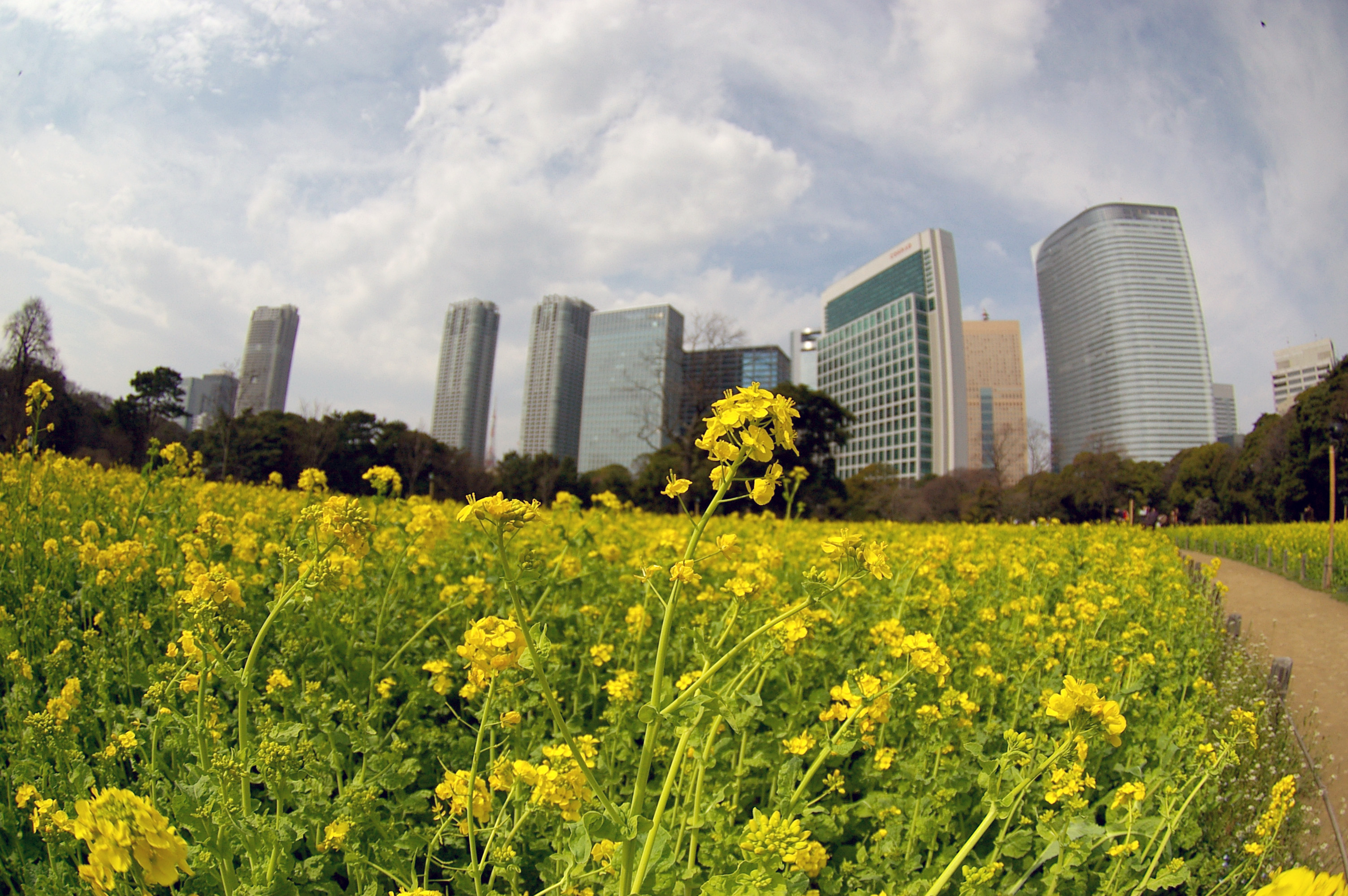
お花畑のナノハナ
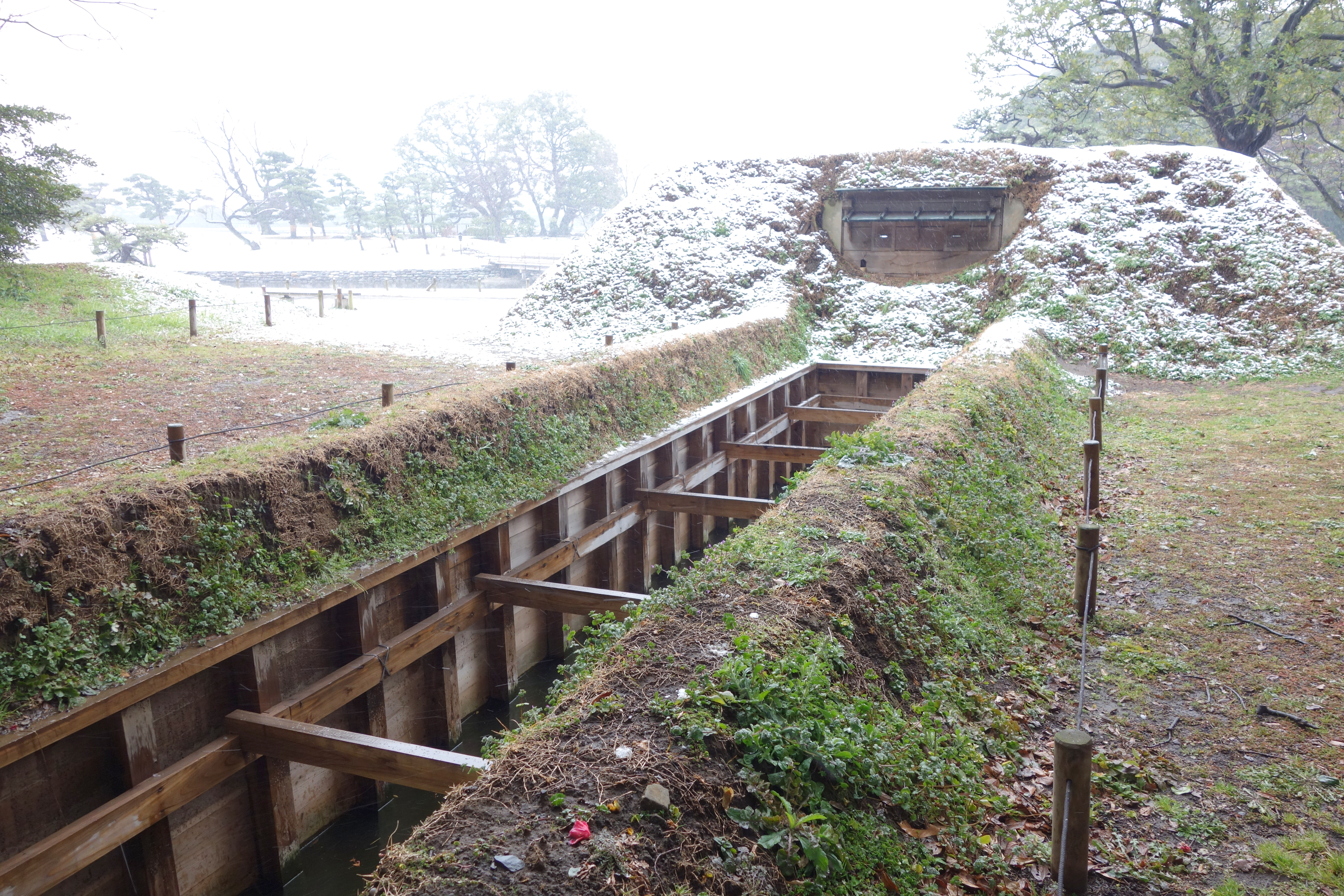
庚申堂鴨場の引堀
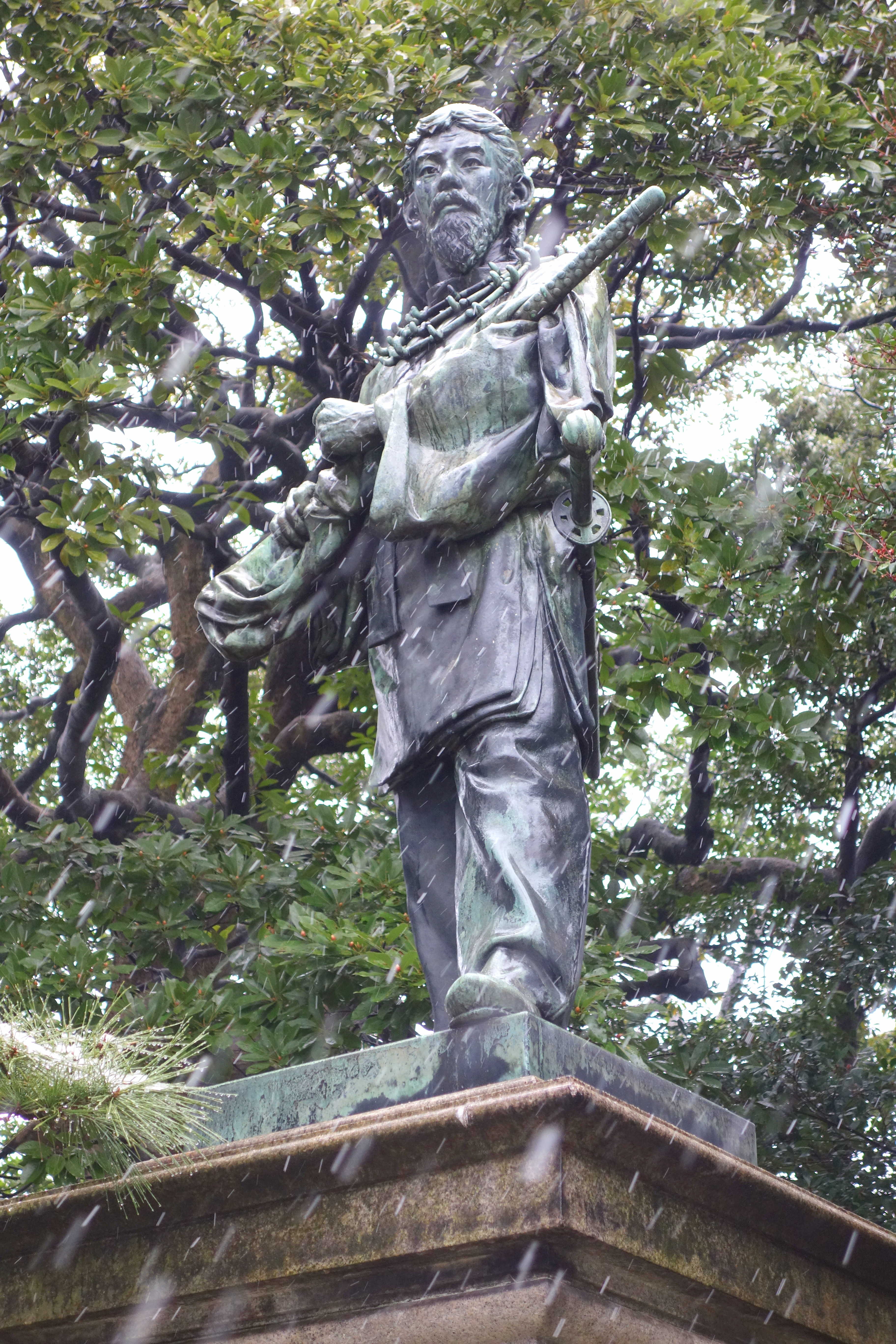
可美真手命像

## 利用情報
- 開園時間 - 午前9時 〜 午後5時、イベント開催時は時間延長がある（入園 午後4時30分まで）[1]
- 休園日 - 年末年始（12月29日 〜 1月1日 ）[1]
- 入園料 - 一般 300円（240円）、65歳以上 150円（120円）、小学生以下 無料、中学生（都内在住、在学）無料、身体不自由者 無料、カッコ内は20名以上の団体[1]
- 年間パスポート - 一般 1,200円、65歳以上 600円[1]
- 年間パスポート（9庭園共通） - 一般 4,000円、65歳以上 2,000円（都立文化財9庭園 浜離宮恩賜庭園、旧芝離宮恩賜庭園、小石川後楽園、六義園、旧岩崎邸庭園、向島百花園、清澄庭園、旧古河庭園、殿ヶ谷戸庭園）[1]
- 無料公開日 - みどりの日（5月4日）、都民の日（10月1日）[1]
- 集会場（貸室） - 芳梅亭（25名）、6カ月前より受付[1]
- 無料庭園ガイド - 土・日曜日、祝日（午前11時、午後2時）[1]
- サービスセンター - 浜離宮恩賜庭園サービスセンター 中央区浜離宮庭園1-1（TEL 03-3541-0200）[1]

## 花暦情報
- 1月 - ロウバイ（蝋梅）、ウメ（梅）、スイセン（水仙）、ナノハナ（菜の花）、（雪吊り、冬囲い）[1]
- 2月 - ウメ、スイセン、ナノハナ（雪吊り、冬囲い）[1]
- 3月 - ナノハナ、ツバキ（椿）、ハクモクレン（白木蓮）、ソメイヨシノ（染井吉野）[1]
- 4月 - ナノハナ、ソメイヨシノ、ハナモモ（花桃）、ヤエザクラ（八重桜）、フジ（藤）、ボタン（牡丹）ツツジ（躑躅）[1]
- 5月 - ツツジ、サツキ（皐月）[1]
- 6月 - ハナショウブ（花菖蒲）、アジサイ（紫陽花）、ノウゼンカズラ（凌霄花）、サツキ[1]
- 7月 - アジサイ、ノウゼンカズラ、サルスベリ（百日紅）、キバナコスモス（黄花コスモス）[1]
- 8月 - ノウゼンカズラ、サルスベリ、キバナコスモス、スイフヨウ（酔芙蓉）[1]
- 9月 - ノウゼンカズラ、キバナコスモス、スイフヨウ、ヒガンバナ（彼岸花）、コスモス（コスモス）[1]
- 10月 - コスモス[1]
- 11月 - ハゼノキ（櫨の木 紅葉）、モミジ（紅葉）、イチョウ（銀杏 黄葉）（雪吊り、冬囲い）[1]
- 12月 - モミジ、イチョウ（雪吊り、冬囲い）[1]

## 交通
大手門口
- 都営地下鉄 築地市場駅（○大江戸線）- 徒歩7分
- 都営地下鉄 汐留駅（○大江戸線）- 徒歩7分
- ゆりかもめ 汐留駅 - 徒歩7分
- 都営地下鉄 新橋駅（○浅草線）- 徒歩12分

中の御門口
- 都営地下鉄 汐留駅（○大江戸線）- 徒歩5分
- JR東日本 浜松町駅（■京浜東北線■山手線）- 徒歩15分

水上バス
- 東京水辺ライン 浜離宮発着場
- 東京都観光汽船 浜離宮発着場